# Si Hui
Si Hui (1 de septiembre de 1990) es una deportista china que compitió en taekwondo. Ganó una medalla de bronce en el Campeonato Asiático de Taekwondo de 2008 en la categoría de –63 kg.

## Palmarés internacional
| Campeonato Asiático | Campeonato Asiático | Campeonato Asiático | Campeonato Asiático |
| Año                 | Lugar               | Medalla             | Categoría           |
| ------------------- | ------------------- | ------------------- | ------------------- |
| 2008                | Luoyang (China)     | Medalla de bronce   | –63 kg              |